# فيض آباد (طاجيكستان)
فيض آباد (بالفارسية: فیض آباد؛ بالفارسية الطاجيكية: Файзобод) هي بلدة في طاجيكستان. تقع في وادي رشت، 50كم شرق دوشنبه. هو مقر حي فيض آباد. يحتوي ضريح ساري مزار في فيزوبود على بقايا القديس الصوفي أبو عبد الرحمن من القرن الثامن من بلخ. يبلغ عدد سكان البلدة 10.400 نسمة (تقديرات شهر كانون ثاني 2020).